# Ramal ferroviario Peyrano-Wheelwright-Rastreador Fournier
El Ramal Peyrano - Wheelwright - Rastreador Fournier pertenece al Ferrocarril General Bartolomé Mitre de la red ferroviaria de Argentina.
Fue inaugurado en 1914 por el Ferrocarril Central Argentino.

## Servicios
No presta servicios de pasajeros. Sus vías e instalaciones está bajo operación de la empresa estatal Trenes Argentinos Cargas.